# Kingia australis
Kingia es un género monotípico de plantas de flores perteneciente a la familia Dasypogonaceae. Su única especie: Kingia australis, es originaria de Australia.

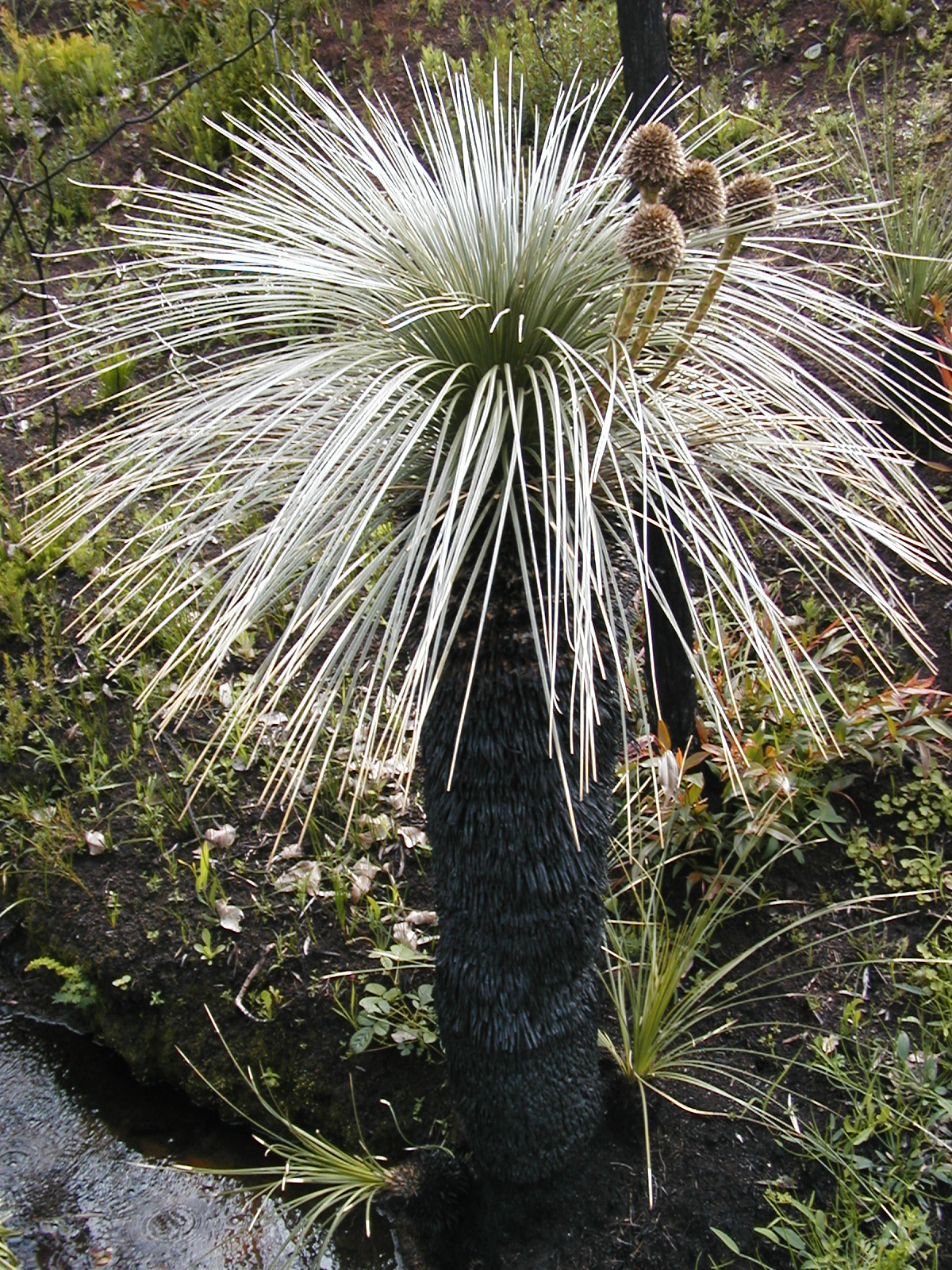
Vista de la planta

## Descripción
Es un pequeño árbol perennifolio que alcanza un tamaño de  1-8 m de altura. Las flores son de color amarillo-verdoso o marrón-verdoso, y se producen desde julio a agosto (dependiendo de los incendios), en suelos arenosos, arcillosos o limosos en Australia Occidental.
Tiene un tronco grueso pseudo-consistente acumulado de las bases, con un grupo de delgadas y largas hojas en la parte superior. El tronco es generalmente no ramificado. Las flores se producen en racimos en forma de huevo en los extremos. Kingia crece muy lentamente, el tronco aumenta en altura, aproximadamente 1 ½ cm por año. Puede vivir durante siglos, por lo que pueden alcanzar una altura considerable. Algunos alcanzan los 400 años de edad, y una altura de seis metros.

## Curiosidades
Kingia y Xanthorrhoea biológicamente son muy diferentes y no están estrechamente relacionados. Por ejemplo, Xanthorrhoea tienen un engrosamiento de meristemos secundarios en el tronco, mientras que a Kingia le falta esta característica. 

## Taxonomía
Kingia australis fue descrita por Robert Brown   y publicado en Annales des Sciences Naturelles (Paris) 8: 211. 1826.
Etimología
Kingia: nombre genérico otorgado en honor de Philip Gidley King y Phillip Parker King. 
australis: epíteto latíno que significa  «el sur».
Sinonimia
- Kingia argentea Endl.
- Kingia australis var. argentea (Endl.) K.Krause[3]